# Elemér Pászti
Elemér Gábor Pászti (* 20. Dezember 1889 in Szolnok; † 27. Oktober 1965 in Budapest) war ein ungarischer Turner.

## Erfolge
Elemér Pászti nahm 1912 an den Olympischen Spielen in Stockholm teil und belegte bei diesen den 13. Platz im Einzelmehrkampf. Darüber hinaus gehörte er zur ungarischen Turnriege im Mannschaftsmehrkampf. Dabei traten insgesamt fünf Mannschaften an, die aus 16 bis 40 Turnern bestanden und während des einstündigen Wettkampfs gleichzeitig antreten mussten. Bewertet wurden neben der Ausführung der Übungen an den Geräten auch das Verlassen und der Wechsel der Geräte sowie der Einmarsch zu Beginn. Am Ende wurden anhand eines Durchschnittswerts der einzelnen Nationen die Abschlussplatzierungen ermittelt. Neben den Ungarn traten auch Turnriegen aus Italien, Großbritannien, dem Deutschen Reich und Luxemburg an. Mit 53,15 Punkten setzten sich die Italiener gegen ihre Konkurrenten durch. Die Ungarn erzielten indes 45,45 Punkte und belegten damit vor den drittplatzierten Briten mit 36,90 Punkten den zweiten Platz. Pászti gewann somit zusammen mit Imre Erdődy, József Berkes, Samu Fóti, Imre Gellért, Győző Halmos, Ottó Hellmich, István Herczeg, József Keresztessy, Lajos Aradi, János Krizmanich, Árpád Pédery, Jenő Réti, Ferenc Szűts, Ödön Téry und Géza Tuli die Silbermedaille.
Bei seiner zweiten Olympiateilnahme 1928 in Amsterdam kam Pászti im Einzelmehrkampf nicht über den 84. Platz hinaus. Auch an den Einzelgeräten gelangen ihm nur hintere Platzierungen: sein bestes Resultat waren 70. Plätze am Barren und an den Ringen. Außerdem belegte er Rang 79 am Reck, Rang 82 am Pauschenpferd und Rang 83 am Sprung. Mit der ungarischen Turnriege schloss er den Mannschaftsmehrkampf auf dem zehnten Platz ab.
1913, 1921, 1922 und 1925 wurde Pászti ungarischer Landesmeister im Einzelmehrkampf. Darüber hinaus gewann er zwölf weitere Landesmeistertitel an verschiedenen Geräten. Er wurde 1914 Wirtschaftsprüfer und übte nach seinem Karriereende als Sportler an der Budapester Péter-Pázmány-Universität verschiedene Positionen in der Buchhaltung aus. Sein Schwager war der Lyriker Attila József.